# Culex comorensis
Culex comorensis är en tvåvingeart som beskrevs av Jacques Brunhes 1977. Culex comorensis ingår i släktet Culex och familjen stickmyggor. Inga underarter finns listade i Catalogue of Life.